# Paulus van Thebe
Paulus van Thebe (Thebe, ca. 227 – ca. 341), ook wel Paulus de Heremiet genoemd, was een heilige in het christendom, die door Hiëronymus van Stridon is voorgesteld als de eerste heremiet. 

## Leven
De enige bron over Paulus is het Vita Pauli primi eremitae, geschreven door Hiëronymus rond 375. De historiciteit van Paulus wordt meestal aanvaard, al is ze niet onomstreden, maar wat verder gaat dan zijn pure bestaan als heremiet is niet historisch. 
Volgens het heiligenleven van Hiëronymus vluchtte de zestienjarige Paulus voor de christenvervolgingen van Decius en Valerianus I (ca. 250) en leefde hij vanaf dan 90 jaar lang in eenzaamheid in de woestijn van de Thebaïs. Aan het eind van zijn leven (ca. 341) werd hij bezocht door Antonius van Egypte. Paulus wordt dan ook vaak samen met Antonius afgebeeld.

## Cultus
Paulus wordt vaak voorgesteld met een lange baard, gekleed in dierenhuiden of met een mantel of kleed gemaakt uit gevlochten palmbladeren. Hij wordt ook vaak afgebeeld met een kruk. Soms is er een raaf, die hem volgens het verhaal te eten gaf. Soms heeft hij twee leeuwen, die zijn graf hebben gegraven, waar Antonius hem zou hebben ingelegd.
Door zijn kleding is hij de patroonheilige voor manden- en mattenvlechters. Zijn feestdag wordt gevierd op (10 of) 15 januari in de rooms-katholieke kerk, op 5 of 15 januari in de oosters-orthodoxe kerken, op 2 Meshir (9 februari) in de oriëntaals-orthodoxe kerken. Het Tweede Vaticaans Concilie heeft het feest van Paulus van de katholieke Heiligenkalender gehaald.

## Voetnoten
1. ↑  Stefan Rebenich, "Inventing an Ascetic Hero: Jerome's Life of Paul the First Hermit" in: Jerome of Stridon. His Life, Writings and Legacy, eds. Andrew Cain en Josef Lössl, 2016, p. 16

- Gemeinsame Normdatei: 118739638
- International Standard Name Identifier: 0000 0000 6246 7328
- Library of Congress Control Number: no97060587
- Nationale Bibliotheek van Tsjechië: jn20000701383
- Nationale Bibliotheek van Israël: 987007302914405171
- Nationale Bibliotheek van Polen: a0000001181967
- Virtual International Authority File: 56219782
- WorldCat: E39PBJfrKyywt8W9K9DbrRPRKd